# 黃瑞蘭
黃瑞蘭（?—?），湖南省岳州府平江縣人，清朝政治人物、進士出身。
光緒二十一年（1895年），参加光緒乙未科殿試，登進士二甲95名。同年五月，著交吏部掣签分发各省，以知县即用。